# Computer Baseball
A Computer Baseball baseball-videójáték, melyet a Strategic Simulations fejlesztett és jelentetett meg. A játék 1981-ben jelent meg Apple II, 1983-ban Commodore 64 és DOS, 1984-ben Atari 8 bites család, illetve 1986-ban Amiga és Mac OS személyi számítógépekre.
A játékosok tizennégy World Series-csapat közötti mérkőzéseken vehetik fel a vezetőedző szerepét. Ugyan a játékban alapértelmezetten csak tizennégy csapat található, azonban újakat is létre lehet hozni vagy be lehet tölteni a statisztikájukat. Példának okáért a játékosok  akár vissza is játszhatják a Brooklyn Dodgers és a New York Yankees közötti 1955-ös World Seriest. Két játékos két egymás ellen játszó csapatot is vezényelhet, illetve egy játékos a mesterséges intelligencia által irányított csapat ellen is játszhat, illetve két a mesterséges intelligencia által vezérelt csapat mérkőzése is figyelemmel követhető.
A Computer Baseball játékmenete az edzői feladatokra korlátozódik; a játékosok beállíthatják a csapatkeretet, valamint a mérkőzések során játékosokat cserélhetnek be, megváltoztathatják a védőjátékosok alakzatát, illetve a támadási lehetőségekről is dönthetnek; többek között pöcizésre, bázislopásra vagy hit and run játékra is utasíthatják a játékosaikat.

## Fogadtatás
A Computer Baseball kedvező kritikai fogadtatásban részesült, a harmadik, 1982-ben megtartott Arkie Awards díjkiosztón elnyerte a „legjobb számítógépes sportjáték” kategória díját. Az Arkie Award zsűrije a hagyományos statisztikaalapú asztali sportjátékok számítógépes változatának írta le a játékot, és dicsérték azt a „vonzó és könnyen kezelhető formája” miatt. 1985-ben a Computer Gaming World magazin azt írta, hogy a kora ellenére a Computer Baseball „továbbra is a piac egyik legjobbja maradt”. A játék erősségének emelték ki a könnyen érthető dokumentációját és a statisztikák összeállításának és kinyomtatásának lehetőségét, azonban a gyenge számítógépes ellenfelet már negatívumként hozták fel. Az Ahoy! 1986-ban azt írta, hogy a játék „ugyan nem olyan csinos, mint a MicroLeague Baseball, azonban azoknak, akik egy teljes szezont akarnak visszajátszani mégis jobb választás lehet […] a matematikai modellje több statisztikakategóriát vesz számításba, mint a többi program”. A magazin az SSI által biztosított rendkívül sok kiegészítő lemezt is kiemelte.
A játékból több, mint 30 000 példányt adtak el.

## Fordítás
- Ez a szócikk részben vagy egészben  a   Computer Baseball című angol Wikipédia-szócikk ezen változatának fordításán alapul.  Az eredeti cikk szerkesztőit annak laptörténete sorolja fel. Ez a jelzés csupán a megfogalmazás eredetét és a szerzői jogokat jelzi, nem szolgál a cikkben szereplő információk forrásmegjelöléseként.